# 国際連合安全保障理事会決議762
国際連合安全保障理事会決議762（こくさいれんごうあんぜんほしょうりじかいけつぎ762、英: United Nations Security Council Resolution 762: UNSCR762）は、1992年6月30日に国際連合安全保障理事会で採択された決議。ユーゴスラビア紛争の当事者に対して敵対行動を中止するよう要請した。
クロアチアに対しては、ダルマチアからクロアチア陸軍を1992年6月21日以前の陣地まで撤退するよう促し、ユーゴスラビア人民軍の残存部隊とクロアチア国内のセルビア領防衛軍、さらに非正規軍に対し、国際連合の平和維持計画を厳格に順守させるよう要請した。
さらにクロアチア政府と現地のセルビア人の代表者からなる合同委員会の設立を勧告し、国連保護区および国連の統制下にない地域からの両軍の撤退に関して、ベオグラードの当局と協議すべきものとした。
また、国際連合保護軍に警察120名と軍人60名を増員した。
安保理はすべての当事者に対し、欧州安全保障協力機構の原則に沿った政治的解決を目指し、ユーゴスラビア議会に協力するよう再度呼びかけたが、クロアチアはこれに応じず、軍を撤退させなかった。